# 피셔 블랙

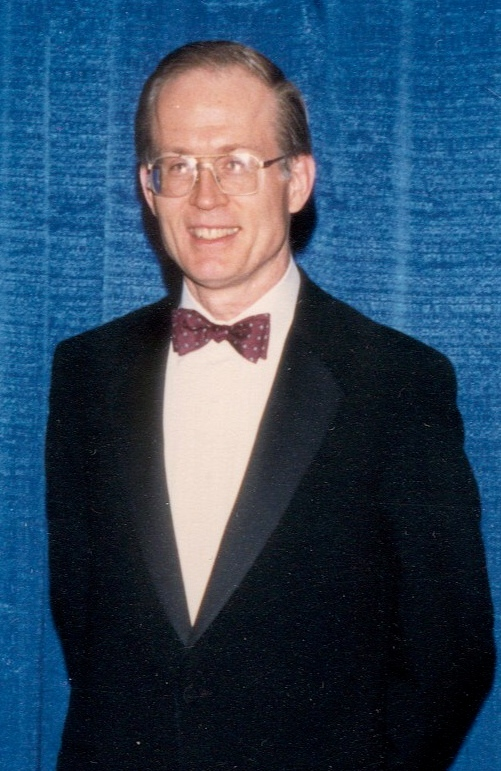

피셔 셰피 블랙(Fischer Sheffey Black, 1938년 1월 11일~1995년 8월 30일)은 미국의 경제학자이다. 블랙-숄즈 모형을 만든 것으로 유명하다.